# Gai Opimi Pansa
Gai Opimi Pansa (en llatí Caius Opimius Pansa) va ser un magistrat romà del segles IV i III aC. Formava part de la gens Opímia, una gens romana d'origen plebeu.
Era qüestor l'any 294 aC i va morir en un atac per sorpresa de les forces samnites al quaestorium o tenda del qüestor, quan el campament romà va ser atacat pels enemics. En parla Titus Livi.